# Фридрих Ернст фон Липе-Алвердисен
Фридрих Ернст фон Липе-Алвердисен (на немски: Friedrich Ernst, Graf zu Schaumburg-Lippe-Alverdissen) от фамилията Липе е граф на Липе-Алвердисен (1723 – 1749) и на Шаумбург-Липе.

## Биография
Роден е на 4 август 1694 година в Алвердисен. Той е син на граф Филип Ернст I фон Липе-Алвердисен (1659 – 1723) и съпругата му херцогиня Доротея Амалия фон Шлезвиг-Холщайн-Зондербург-Бек (1656 – 1739), дъщеря на херцог Август Филип фон Шлезвиг-Холщайн-Зондербург-Бек и третата му съпруга графиня Мария Сибила фон Насау-Саарбрюкен. Внук е на граф Филип I фон Шаумбург-Липе-Алвердисен (1601 – 1681) и ландграфиня София фон Хесен-Касел (1615 – 1670).
Сестра му Августа Вилхелмина Филипа (1693– 1721) e омъжена на 26 декември 1712 г. в Алвердисен за граф Георг Херман фон Лайнинген-Вестербург (1679 – 1751). Братовчед е на граф Вилхелм фон Шаумбург-Липе (1724 – 1777), който е наследен от син му Филип II Ернст.
Фридрих Ернст фон Липе-Алвердисен умира на 28 август 1777 г. на 83 години в Бруххоф днес в Айнбек и е погребан в Щадтхаген, Долна Саксония.

## Фамилия
Фридрих Ернст фон Липе-Алвердисен се жени на 27 септември 1722 г. в Ребург, Нинбург, за Елизабет Филипина фон Фризенхаузен (* 19 август 1696, Аморкамп, Хаузберге; † 4 август 1764, Бруххоф, Щадтхаген), която от 1752 г. е издигната на „графиня фон Фризенхаузен“, дъщеря на Филип Зигисмунд фон Фризенхаузен и София Елизабет фон Дитфурт. Те имат 11 деца:
- Филип II Ернст (* 5 юли 1723, Ринтелн; † 13 февруари 1787, Бюкебург), граф на Липе-Алвердисен (1749 – 1777), граф на Шаумбург-Липе (1777 – 1787), женен I. на 6 май 1756 г. във Ваймар за Ернестина Албертина фон Саксония-Ваймар-Айзенах (* 28 декември 1722, Ваймар; † 25 ноември 1769, Алвердисен), II. на 10 октомври 1780 г. във Филипстал за ландграфиня Юлиана фон Хесен-Филипстал (* 8 юни 1761, Цютфен; † 9 ноември 1799, Бюкебург)
- Доротея Амалия (* 21 юли 1724, Алвердисен; † 20 април 1751, Алвердисен)
- Антоанета (* 1 януари 1726, Алвердисен; † 2 януари 1800, Фало)
- Юлиана Луиза (* 6 ноември 1728, Алвердисен; † 29 март 1796, Бюкебург), омъжена на 17 ноември 1758 г. в Бургщайнфурт за граф Йохан Лудвиг фон Рехтерен-Алмело (* 13 декември 1714; † 5 март 1762)

- Албрехт (* 2 март 1730, Алвердисен; † 10 февруари 1732, Алвердисен)
- Шарлота Софиа Елеонора (* 7 юли 1731, Алвердисен; † 17 февруари 1754, Холцминден)
- Албрехт/Алберт Фридрих Карл (* 27 юли 1733, Бюкебург; † 18 март 1771, Бремен), граф на Липе-Алвердисен
- Йохан Вилхелм (* 7 март 1735, Алвердисен; † 5 април 1799, Бюкебург), женен в Бюкебург на 5 септември 1783 г. (развод 1791) за принцеса Фридерика фон Льовенщайн-Вертхайм-Фройденберг (* 19 декември 1766, Вертхайм; † 17 ноември 1830, Михелбах), дъщеря на граф Йохан Карл Лудвиг фон Льовенщайн-Вертхайм-Фройденберг (1740 – 1816) и ландграфиня Доротея Мария фон Хесен-Филипстал-Бархфелд (1738 – 1799)
- Вилхелмина Фридерика Албертина (* 7 май 1736, Бюкебург; † 30 юни 1763, Шидер)
- Лудвиг Август (* 5 февруари 1738, Алвердисен; † 24 октомври 1738, Алвердисен)
- Августа Фридерика (* 21 май 1740, Алвердисен; † 21 януари 1747, Алвердисен)